# Alfred Mallia
Alfred Mallia (8 maggio 1946) è un ex calciatore maltese, di ruolo difensore.

## Carriera

### Nazionale
Ha collezionato quattro presenze con la propria Nazionale.